# Administratief rechtscollege
Een administratief of bestuurlijk rechtscollege is een jurisdictioneel orgaan, dat rechterlijke uitspraken doet over de conformiteit van besluiten (van de uitvoerende macht) ten opzichte van wetten (gesteld door de wetgevende macht). Administratieve rechtscolleges maken geen deel uit van de rechterlijke macht, ze worden immers opgericht door de uitvoerende macht, maar doorgaans is er wel één hoogste rechtscollege dat door de (grond)wet wordt gewaarborgd.
Om wetten aan te vechten, in tegenstelling tot overheidsbesluiten, bestaat er meestal een grondwettelijk hof.

## België
Administratieve rechtscolleges kunnen, zo bepaalt artikel 161 van de Grondwet, enkel bij wet opgericht worden en enkel voor de beslechting van conflicten met betrekking tot politieke rechten. In principe kan enkel de federale overheid deze bij wet oprichten, maar de gewesten en gemeenschappen mogen dit ook onder strikte voorwaarden.
Het hoogste administratief rechtscollege in België is de Raad van State, afdeling bestuursrechtspraak (vroeger afdeling administratie genoemd). Het werd oorspronkelijk bij wet opgericht maar is sinds 1993 in de Grondwet vastgelegd.
Daarnaast is de diversiteit in de administratieve rechtscolleges zeer groot: de administratieve rechtscolleges zijn zowat over alle rechtstakken, ministeries en geografische omschrijvingen heen verspreid. Daarbij komt nog dat nagenoeg elk administratief rechtscollege een specifieke bevoegdheid, samenstelling, organisatie en procedure heeft. Het is bijgevolg quasi onmogelijk om een volledig overzicht te geven van de verschillende in België bestaande administratieve rechtscolleges. 
Voorbeelden van administratieve rechtscolleges zijn: het Mededingingscollege (vroeger de Raad voor de Mededinging), Raad voor Vreemdelingenbetwistingen, de Onderzoeksraad voor zeevaart, de Vestigingsraad inzake handel en ambacht, de Commissie voor hulp aan slachtoffers van opzettelijke gewelddaden, de provinciale deputatie in een aantal aangelegenheden, de verschillende disciplinaire en professionele rechtscolleges, ...

### Regionaal
In principe zijn de gemeenschappen en gewesten niet bevoegd om administratieve rechtscolleges op te richten. Desondanks oordeelde het Grondwettelijk Hof (arrest nr. 8/2011 van 27 januari 2011) dat zij op grond van de impliciete bevoegdheden (artikel 10 van de BWHI) wel degelijk zulke colleges mogen oprichten voor de goede uitoefening van de bevoegdheden toegewezen aan de gemeenschappen en gewesten.
Op Vlaams niveau is er voor het onderwijs in Vlaanderen (een gemeenschapsbevoegdheid) de Raad voor betwistingen inzake studievoortgangsbeslissingen, waar onder meer examenbeslissingen kunnen worden aangevochten. Wat gewestbevoegdheden betreft is er de Raad voor Vergunningsbetwistingen, het Milieuhandhavingscollege en de Raad voor Verkiezingsbetwistingen (voor de lokale verkiezingen in Vlaanderen). Deze laatste drie werden in 2014 ondergebracht in een overkoepelende structuur, de Dienst van de Bestuursrechtscolleges (DBRC).

## Internationaal
Administratieve rechtscolleges bestaan in vele landen. Ook internationale organisaties zoals de Verenigde Naties, de Internationale Arbeidsorganisatie en de Raad van Europa hebben een administratief college (Engels Administrative Tribunal). 